# Amilton Prado
Pour les articles homonymes, voir Prado et Barrón.
Amilton Jair Prado Barrón, né le 6 mai 1979 à Lima au Pérou, est un footballeur international péruvien qui évoluait au poste de défenseur. Il est actuellement entraîneur.

## Biographie

### Carrière en club
Amilton Prado est un joueur important du Sporting Cristal des années 2000, avec plus de 250 matchs de 1re division à son actif entre 2004 et 2009. Il y remporte le championnat du Pérou en 2005, son deuxième titre en fait, puisqu'il l'avait déjà remporté deux ans auparavant mais sous les couleurs de l'Alianza Lima. 
Au cours de sa carrière, il dispute 39 matchs de Copa Libertadores avec le Sporting Cristal (25 matchs, 2 buts inscrits) et l'Alianza Lima (14 matchs), ainsi que 10 rencontres de Copa Sudamericana avec l'Alianza Lima (6 matchs) et l'Inti Gas (4 matchs).

### Carrière en sélection
Avec l'équipe du Pérou, Amilton Prado joue 28 matchs (sans inscrire de but) entre 2006 et 2009. Il est régulièrement appelé par le sélectionneur José del Solar lors des éliminatoires de la Coupe du monde 2010.

## Palmarès(joueur)
| Alianza Lima - Championnat du Pérou (1) : - Champion : 2003. |  | Sporting Cristal - Championnat du Pérou (1) : - Champion : 2005. |